# Praça Omonoia

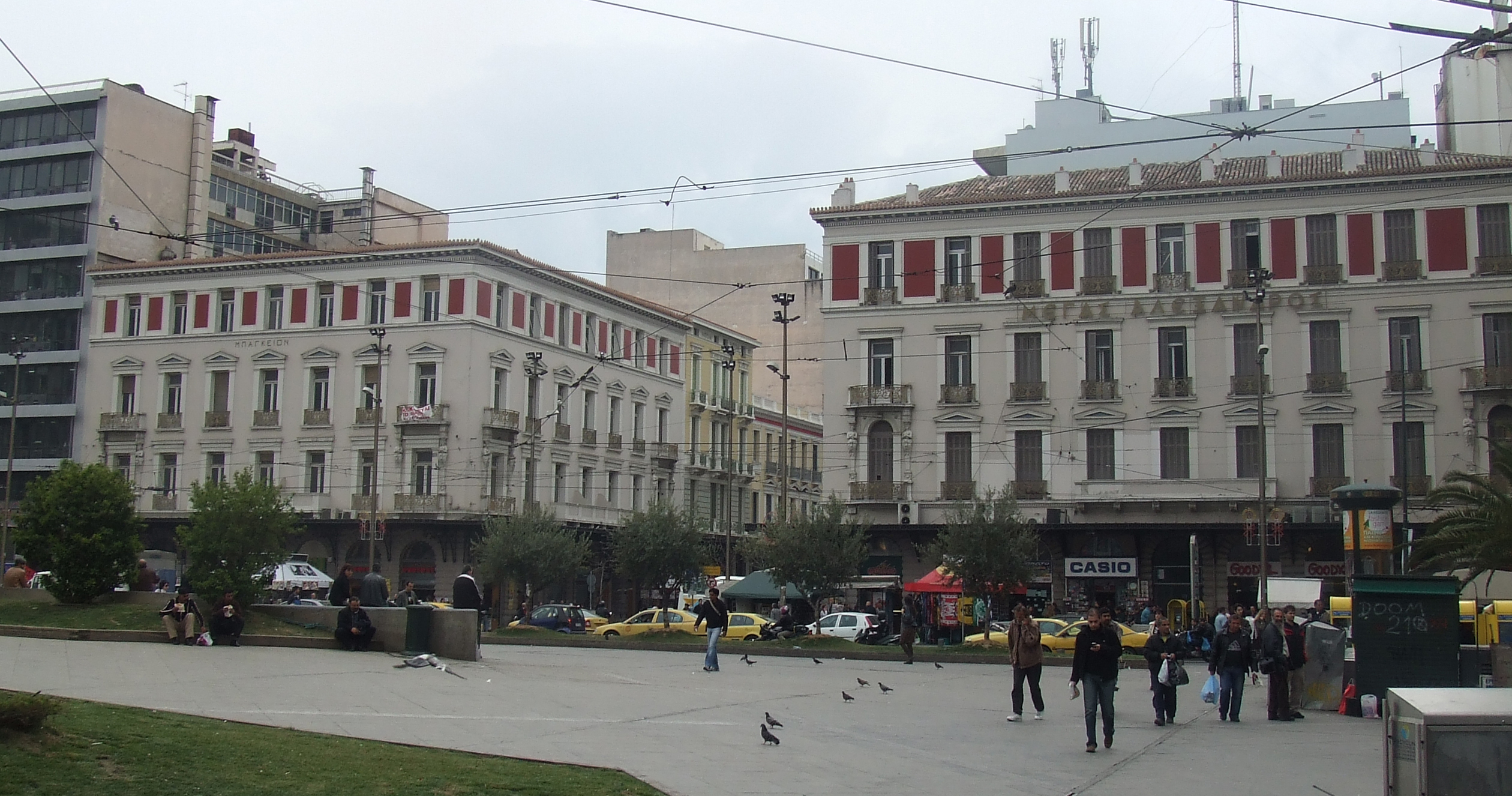
Praça Omonoia em Atenas

A Praça Omonoia (em grego:  Πλατεία Ομονοίας, Platía Omonoías ou Platía Omonías) é uma das principais praças em Atenas, capital da Grécia. É servida pelo Metro de Atenas (estação Omonia) e tem geralmente tráfego muito intenso a todas as horas, dada a sua centralidade.